# Sword Art Online Progressive: Scherzo of Deep Night
Sword Art Online Progressive: Scherzo of Deep Night (劇場版 ソードアート・オンライン -プログレッシブ- 冥き夕闇のスケルツォ Gekijōban Sōdo Āto Onrain Puroguresshibu Meiki Yūyami no Sukerutso?) es una película de anime de 2022, basada en la serie de novelas ligeras Sword Art Online: Progressive, escritas por Reki Kawahara. Sirve como secuela de la película de 2021 Sword Art Online Progressive: Aria of a Starless Night y adapta el cuarto volumen de la serie de novelas ligeras.

## Sinopsis
Han pasado solo dos meses desde que quedaron atrapados en el juego de la muerte que es Sword Art Online, y Kirito y Asuna continúan su lucha a la vanguardia del progreso a través del juego. El quinto piso de Aincrad es una ruina laberíntica, y los dos se atreven a disfrutar asaltándolo por el tesoro que contiene. Al regresar al cuarto piso, es hora de hacer algunas misiones en nombre del Señor de los Elfos Yofilis, pero aquí comienza el descontento de Asuna, ya que al hacerlo tendrán que enfrentarse a su monstruo menos favorito...

## Reparto
| Personaje                 | Japonés             |
| ------------------------- | ------------------- |
| Kirito / Kazuto Kirigaya  | Yoshitsugu Matsuoka |
| Asuna / Asuna Yuuki       | Haruka Tomatsu      |
| Argo / Hosaka Carina Tomo | Shiori Izawa        |
| Liten                     | Kaede Hondo         |
| Morte                     | Yūsuke Kobayashi    |

## Producción
Poco después del lanzamiento de Sword Art Online Progressive: Aria de una noche sin estrellas, se anunció una película de secuela y su título, cuyo estreno está previsto para 2022. El personal y el reparto de la película anterior repiten sus papeles, como la producción de A-1 Pictures y la dirección de Ayako Kōno, con diseños de personajes de Kento Toya y música de Yūki Kajiura.
La película adaptó el cuarto volumen de la serie de novelas ligeras debido a que uno de los hilos argumentales de la serie no se completó.

## Lanzamiento
En un principio, la película iba a tener una proyección anticipada el 24 de agosto de 2022, antes de un estreno completo en cines el 10 de septiembre. Sin embargo, el lanzamiento se retrasó al 22 de octubre debido a la pandemia de COVID-19 en Japón.
Crunchyroll, junto con Aniplex of America, estrenaron la película en territorios de habla inglesa comenzando el 1 de febrero en el Reino Unido e Irlanda; el 2 de febrero en Australia y Nueva Zelanda; y el 3 de febrero en Estados Unidos y Canadá.

## Recepción

### Taquilla
La película se estrenó el 22 de octubre de 2022 en Japón y se hizo con el debut número 1 en la taquilla japonesa. Solo en su primer fin de semana, Scherzo recaudó 323 millones de yenes (2.17 millones de dólares) con 199.000 entradas vendidas, con lo cual le bastó para debutar de número 1. Con los tres días en total, que incluye la proyección anticipada del viernes, sobrepasó los 340 millones de yenes (2.3 millones de dólares) con 208.000 entradas vendidas.